# ガマ科
ガマ科（ガマか、Typhaceae）は単子葉植物の科で、ガマ属 Typhaとミクリ属Sparganiumからなる。古いクロンキスト体系ではガマ目に入れている。
多年生の抽水性水草で、地下には太い根茎を走らせ、鱗片葉をつける。葉は細長く、基部は筒状に偽茎を包む。
花は単性、茎の上に雄花、下に雌花が集まって、花は互いに密集し、それぞれ棒状になる。花序は穂状に見えるが、実際には短い側枝の上に花が付く。花序の基部に苞があるが、早くに脱落する。花はごく単純で、雄花では柄の先に2-3個の雄蘂が、雌花では同じく柄の先に1個の雌蘂があるのみ。いずれもその柄には毛が生えている。雌花では果実が熟すると個の毛によって風に乗り散布される。果実は堅果で、ごく小さい。

日本にはガマ、コガマ、ヒメガマが自生する。